# Dame Ndoye
Pour les articles homonymes, voir Ndoye.
Dame Ndoye, né le 21 février 1985 à Thiès au Sénégal, est un footballeur international sénégalais qui évoluait au poste d'avant-centre. 
C'est le frère de Ousmane Ndoye.

## Biographie
Dame est un joueur sénégalais qui a commencé sa carrière assez jeune, il a commencé dans des petits clubs pour enfin jouer au Panathinaïkos et ensuite au FC Copenhague ; il a été champion avec son équipe et meilleur buteur. Il est aussi international sénégalais.
En 2011, il est désigné joueur de l'année du championnat du Danemark de football.
En juillet 2012, il signe en Russie au Lokomotiv Moscou.
En janvier 2015, il rejoint la Premier League en s'engageant avec Hull City. Le montant du transfert serait de 4 millions d'euros. Il marque son premier but pour sa première apparition lors du match contre Aston Villa.

## Palmarès

### En club
| Al Sadd Doha - Championnat du Qatar - Vainqueur (1) : 2006.[réf. nécessaire] - Coupe Crown Prince de Qatar - Vainqueur (1) : 2006.[réf. nécessaire] |  | FC Copenhague - Championnat du Danemark - Vainqueur (3) : 2009, 2010 et 2011. - Coupe du Danemark - Vainqueur (2) : 2009, 2012 . |

### Distinctions personnelles
- Meilleur buteur du Championnat du Danemark en 2011 (25 buts) et 2012 (18 buts).
- Joueur de l'année au Championnat du Danemark en 2011.

## Buts en sélection
| Buts en sélection de Dame Ndoye | Buts en sélection de Dame Ndoye | Buts en sélection de Dame Ndoye              | Buts en sélection de Dame Ndoye | Buts en sélection de Dame Ndoye | Buts en sélection de Dame Ndoye | Buts en sélection de Dame Ndoye |
|                                 | Date                            | Lieu                                         | Adversaire                      | Score                           | Résultat                        | Compétition                     |
| ------------------------------- | ------------------------------- | -------------------------------------------- | ------------------------------- | ------------------------------- | ------------------------------- | ------------------------------- |
| 1.                              | 9 février 2011                  | Stade Léopold Sédar Senghor, Dakar (Sénégal) | Guinée                          | 3-0                             | 3-0                             | Match amical                    |
| 2.                              | 9 octobre 2011                  | Stade Anjalay, Belle Vue (Île Maurice)       | Maurice                         | 0-1                             | 0-2                             | Qualifications CAN 2012         |
| 3.                              | 21 janvier 2012                 | Stade de Bata, Bata (Guinée équatoriale)     | Zambie                          | 1-2                             | 1-2                             | CAN 2012                        |

## Statistiques
| Saison                | Club                  | Championnat           | Championnat | Championnat | Coupe(s) nationale(s) | Coupe(s) nationale(s) | Compétition(s) continentale(s) | Compétition(s) continentale(s) | Compétition(s) continentale(s) | Total | Total |
| Saison                | Club                  | Division              | M.          | B.          | M.                    | B.                    | Comp.                          | M.                             | B.                             | M.    | B.    |
| 2005-2006             | Al Sadd Doha          | QSL                   | -           | -           | -                     | -                     | -                              | -                              | -                              | 0     | 0     |
| Sous-total            | Sous-total            | Sous-total            | -           | -           | -                     | -                     | -                              | -                              | -                              | 0     | 0     |
| 2006-2007             | Académica Coimbra     | Bwin Liga             | 25          | 4           | -                     | -                     | -                              | -                              | -                              | 25    | 4     |
| Sous-total            | Sous-total            | Sous-total            | 25          | 4           | -                     | -                     | -                              | -                              | -                              | 25    | 4     |
| 2007-2008             | Panathinaïkos         | D1                    | 23          | 3           | -                     | -                     | C3                             | 7                              | 2                              | 30    | 5     |
| Sous-total            | Sous-total            | Sous-total            | 23          | 3           | -                     | -                     | -                              | 7                              | 2                              | 30    | 5     |
| 2008-2009             | OFI Crète             | D1                    | 15          | 7           | -                     | -                     | -                              | -                              | -                              | 15    | 7     |
| Sous-total            | Sous-total            | Sous-total            | 15          | 7           | -                     | -                     | -                              | -                              | -                              | 15    | 7     |
| 2008-2009             | FC Copenhague         | Superligaen           | 11          | 2           | 3                     | 3                     | C3                             | 2                              | 0                              | 16    | 5     |
| 2009-2010             | FC Copenhague         | Superligaen           | 32          | 14          | 2                     | 1                     | C1+C3                          | 5+8                            | 5+4                            | 47    | 24    |
| 2010-2011             | FC Copenhague         | Superligaen           | 31          | 25          | -                     | -                     | C1                             | 12                             | 3                              | 43    | 28    |
| 2011-2012             | FC Copenhague         | Superligaen           | 30          | 18          | 5                     | 3                     | C1+C3                          | 3+6                            | 1+3                            | 44    | 25    |
| Sous-total            | Sous-total            | Sous-total            | 104         | 59          | 10                    | 7                     | -                              | 36                             | 16                             | 150   | 82    |
| 2012-2013             | Lokomotiv Moscou      | Premier Liga          | 25          | 10          | 1                     | -                     | -                              | -                              | -                              | 26    | 10    |
| 2013-2014             | Lokomotiv Moscou      | Premier Liga          | 27          | 13          | -                     | -                     | -                              | -                              | -                              | 27    | 13    |
| 2014-2015             | Lokomotiv Moscou      | Premier Liga          | 14          | 4           | -                     | -                     | C3                             | 1                              | 0                              | 15    | 4     |
| Sous-total            | Sous-total            | Sous-total            | 66          | 27          | 1                     | 0                     | -                              | 1                              | 0                              | 68    | 27    |
| 2015                  | Hull City             | PL                    | 15          | 5           | -                     | -                     | -                              | -                              | -                              | 15    | 5     |
| Sous-total            | Sous-total            | Sous-total            | 15          | 5           | -                     | -                     | -                              | -                              | -                              | 15    | 5     |
| 2015-2016             | Trabzonspor           | SüperLig              | 12          | 0           | 2                     | 1                     | -                              | -                              | -                              | 14    | 1     |
| 2016-2017             | Trabzonspor           | SüperLig              | 27          | 5           | 5                     | 3                     | -                              | -                              | -                              | 32    | 8     |
| 2017-2018             | Trabzonspor           | SüperLig              | 24          | 5           | 2                     | 2                     | -                              | -                              | -                              | 26    | 7     |
| Sous-total            | Sous-total            | Sous-total            | 63          | 10          | 9                     | 6                     | -                              | -                              | -                              | 72    | 16    |
| 2016                  | Sunderland AFC (prêt) | PL                    | 11          | 1           | -                     | -                     | -                              | -                              | -                              | 11    | 1     |
| Sous-total            | Sous-total            | Sous-total            | 11          | 1           | -                     | -                     | -                              | -                              | -                              | 11    | 1     |
| 2018-2019             | FC Copenhague         | Superligaen           | 33          | 22          | -                     | -                     | C3                             | 13                             | 2                              | 46    | 24    |
| 2019-2020             | FC Copenhague         | Superligaen           | 8           | 7           | 1                     | 0                     | C1                             | 3                              | 1                              | 12    | 8     |
| Sous-total            | Sous-total            | Sous-total            | 41          | 29          | 1                     | 0                     | -                              | 16                             | 3                              | 58    | 32    |
| Total sur la carrière | Total sur la carrière | Total sur la carrière | 363         | 146         | 21                    | 13                    | -                              | 61                             | 21                             | 445   | 180   |